# Le Bourg
Le Bourg település Franciaországban, Lot megyében. Lakosainak száma 301 fő (2022. január 1.). Le Bourg Anglars, Assier, Le Bouyssou, Issepts, Lacapelle-Marival, Rudelle és Sonac községekkel határos.

## Népesség
A település népességének változása:
| Lakosok száma | 228  | 222  | 229  | 281  | 304  | 320  | 331  | 314  | 306  | 301  |
|               | 1968 | 1982 | 1990 | 2006 | 2013 | 2015 | 2017 | 2019 | 2020 | 2022 |